# Gottlob Linck
Gottlob Eduard Linck (Ötisheim, 20 de fevereiro de 1858 – Jena, 22 de dezembro de 1947) foi um mineralogista alemão.
A partir de 1879, ele estudou na universidade politécnica de Stuttgart, seguido por aulas nas universidades de Strasbourg e Tübingen. Em 1888, ele estava formado em mineralogia e petrografia em Strasbourg, onde em 1894, tornou-se um professor associado. Mais tarde, no mesmo ano, foi nomeado professor de mineralogia e geologia ma Universidade de Jena, uma posição que ele manteve até se retirar em 1930. Nas cinco diferentes ocasiões, ele serviu como reitor em Jena.
Sua ampla pesquisa cobriu muitas peculiaridades da geologia e da mineralogia. Ele examinou várias propriedades do cal, da gipsita e dolomita, e investigou a adsorção de potássio por argilo-minerais, especialmente a caulinita. Em 1893, ele demonstrou que macla era a causa das linhas de campo magnético encontradas em hexaedritas, um meteorito de ferro. Seu interesse por químicos associados com geologia levou-o a criação de seu jornal Chemie der Erde.
Linck foi um dos fundadores da Sociedade Minerológica Alemã (DMG) e serviu de editor para o jornal da fundação: Fortschritte der Mineralogie, Kristallographie und Petrographie (desde 1911).

## Trabalhos selecionados
- Grundriss der kristallographie für studierende und zum selbstunterricht, 1908 - Esboço sobre cristalografia para estudantes e autodidatas.
- Die Bildung der Kalksteine und Dolmite, 1922 - Sobre calcário and dolomita.
- Grundriss der Mineralogie und Petrographie; eine Einführung für Studierende und zum Selbstunterricht, (with Hermann Jung), 1935 - Sobre mineralogia e petrografia, uma introdução para estudantes e autodidatas.[4]

Junto de Eugen Korschelt, Max Verworn, Friedrich Oltmanns, Karl Schaum, Hermann Theodor Simon e Ernst Teichmann, ele foi co-autor do Handwörterbuch der Naturwissenschaften.